# トム・プライス
トム・プライス（Tom Pryce）本名 ： トーマス・モルドウィン・プライス（Thomas Maldwyn Pryce, 1949年6月11日 - 1977年3月5日）は、イギリス・ウェールズ出身のレーシングドライバー。

## プロフィール
ウェールズのデンビーシャー州ルシンで生まれ育った。
10歳でパン運送用のバンに乗ったことから車に興味を持つが、実は両親も彼をレーサーにしようとしていた。だが1975年のインタビューでプライスが語ったところによると本当はパイロットになりたかったが、成績上無理だと思いあきらめたという。
子供の時はジム・クラークに憧れていたが、1968年にクラークがホッケンハイムリンクで事故死した際には衝撃を受けた。同様に、1970年にヨッヘン・リントが事故死した際にも衝撃を受けた。
16歳で学校を中退後、母の意向により、もしレーサーになれなかったときの保険としてランドリロ・テクニカル・カレッジ（Llandrillo Technical College）でトラクターのメカニックの研修を受けた。
プライスはメカニックとして働きながらF3やF2に出場。1974年にトークン・フォードに乗りベルギーグランプリでF1デビュー。同年シャドウ・フォードに移籍。

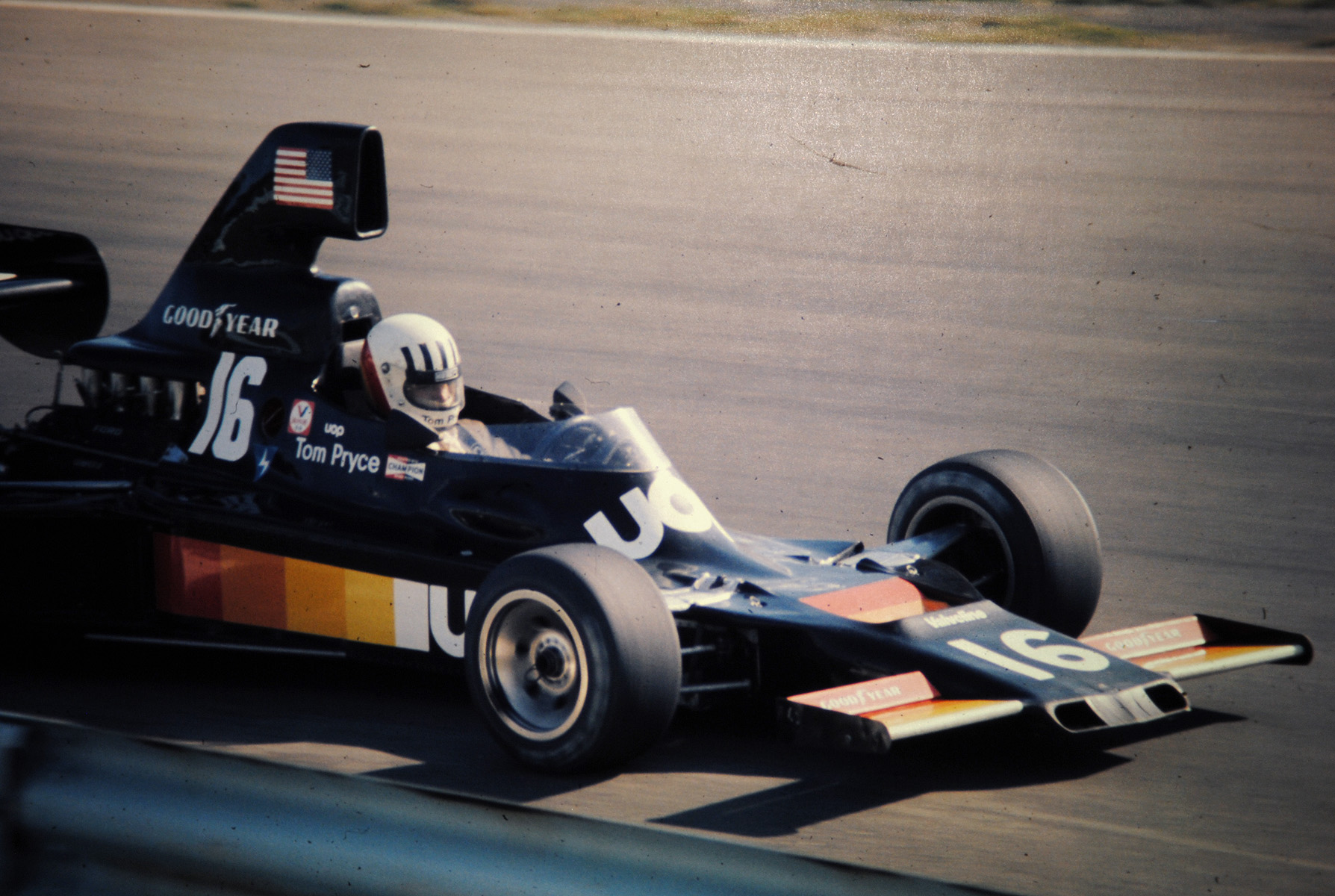
1975年アメリカGPでシャドウ・DN5を運転するプライス

1975年に結婚。同年オーストリアグランプリで3位に入賞し、イギリスグランプリでポールポジションを獲得する。ブランズハッチで行われた非選手権戦の「レース・オブ・チャンピオンズ」では、ポールポジションとファステストラップを奪ったうえ優勝するという活躍を見せた。イギリス期待の若手ドライバーと見る向きも多かった。『ザ・ロスト・ジェネレーション (デビッド・トレメインの著書)』によると、1975年にはロータスへ移籍する話もあったが実現しなかった。

## 事故死

コントロールラインを過ぎた後、赤い矢印の付近でヴーレンと衝突し、 第1コーナーのクローソーンコーナー（Crowthorne corner）でジャック・ラフィットと接触した

1977年キャラミサーキットで行なわれた南アフリカグランプリ決勝中、レンツォ・ゾルジがエンジントラブルに見舞われ、ピット正面のコントロールラインをやや過ぎた辺りのコース脇にマシンを止めて降車した。その直後にゾルジのマシンから炎が上がったため、消火器を手にしたマーシャル2名がコースを横切り、ゾルジのマシンに走り寄ってきた。
ゾルジのマシンが停車した現場は各マシンが高速で駆け抜けるホームストレートであり、しかもキャラミ名物の急勾配を登った先の頂上付近であるため見通しが悪く、下から上ってくるマシンの死角となる危険な場所だった。
このとき、プライスは22周目の走行中であり、ハンス＝ヨアヒム・スタックの後を追走しながら高速で事故現場に接近していた。前を走るスタックはコースを横切るマーシャルに気付いて咄嗟に避けることができたが、すぐ後ろを走っていたプライスはなすすべもなく、マーシャルのジャンセン・ヴァン・ヴーレンと衝突した。衝突の際、ヴァン・ヴーレンが持っていた消火器がプライスの頭部を直撃し、これによって致命傷を負ったプライスはコックピットに座ったまま即死した。
絶命したプライスのマシンは270km/hでホームストレートを暴走し、インコースのガードレールに接触しながら第1コーナーに突っ込んだ。そして、減速していたジャック・ラフィットのマシンに接触し、そのまま第1コーナーを直進してコースアウトした。停止したプライスのマシンに救護班が駆け付けたが、プライスは仰向けでハンドルを握り、アクセルを踏み込んだままの姿勢で死亡していた。
一方、時速300km近いスピードのマシンに撥ねられたヴァン・ヴーレンは、その衝撃で縦方向に激しく回転しながら宙を舞い、地面に激しく叩き付けられて即死した。事故の一部始終は有名な事故映像の一つとして残されている。ヴァン・ヴーレンの遺体は損傷が激しく、身元が判明したのは、レース後にスタッフ全員を召集して欠員を確認した後であった。 
事故の原因は、マーシャルが不用意にコースを横切ったためだとする意見が多い。

## ヘルメット

トム・プライスのヘルメットデザイン

当初、プライスのヘルメットは白一色の極めてシンプルなものだったが、1970年に走行中でも見分けられるようにして欲しいと父から頼まれたことからバイザーの上に5本の黒い線を入れた。その後1975年にヘルメットの横にウェールズの国旗を入れた。さらにグッドイヤーのロゴが書かれていた。

## 現在

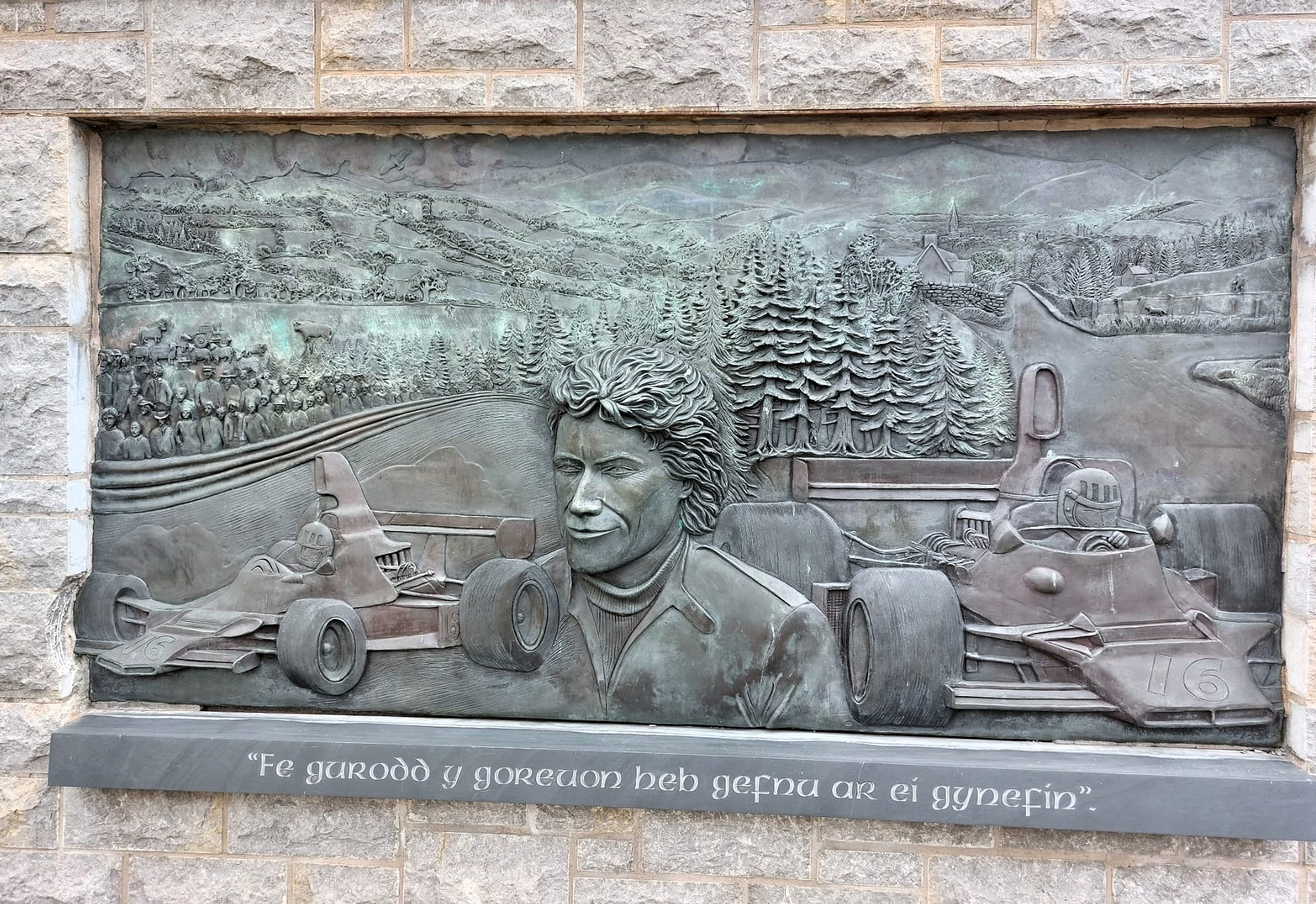
ウェールズのルシンに建てられたプライスの功績を称えるメモリアル

- 墓はイングランドのケントにある聖バーソロミュー教会にある。亡くなる2年前に結婚式をあげた所でもあった。
- 妻はトムの死後フルハムでトニー・ブライズの妻とアンティークショップを経営している。
- ウェールズのアングルシー島のアングルシーサーキットのストレートは彼の功績を称えて「トム・プライス・ストレート」と命名されている。
- 2007年、彼の没後30周年に当たって故郷のルシン（英語版）に記念碑が建てられることになった。

## F1での年度別成績
| 年     | 所属チーム | シャシー | 1      | 2       | 3       | 4       | 5       | 6     | 7       | 8       | 9       | 10      | 11      | 12      | 13     | 14      | 15      | 16      | 17  | WDC       | ポイント |
| ------ | ---------- | -------- | ------ | ------- | ------- | ------- | ------- | ----- | ------- | ------- | ------- | ------- | ------- | ------- | ------ | ------- | ------- | ------- | --- | --------- | -------- |
| 1974年 | トークン   | RJ02     | ARG    | BRA     | RSA     | ESP     | BEL Ret | MON   | SWE     |         |         |         |         |         |        |         |         |         |     | 18位      | 1        |
| 1974年 | シャドウ   | DN3      |        |         |         |         |         |       |         | NED Ret | FRA Ret | GBR 8   | GER 6   | AUT Ret | ITA 10 | CAN Ret | USA NC  |         |     | 18位      | 1        |
| 1975年 | シャドウ   | DN3      | ARG 12 | BRA Ret |         |         |         |       |         |         |         |         |         |         |        |         |         |         |     | 10位      | 8        |
| 1975年 | シャドウ   | DN5      |        |         | RSA 9   | ESP Ret | MON Ret | BEL 6 | SWE Ret | NED 6   | FRA Ret | GBR Ret | GER 4   | AUT 3   | ITA 6  | USA NC  |         |         |     | 10位      | 8        |
| 1976年 | シャドウ   | DN5B     | BRA 3  | RSA 7   | USW Ret | ESP 8   | BEL 10  | MON 7 | SWE 9   | FRA 8   | GBR 4   | GER 8   | AUT Ret |         |        |         |         |         |     | 12位      | 10       |
| 1976年 | シャドウ   | DN8      |        |         |         |         |         |       |         |         |         |         |         | NED 4   | ITA 8  | CAN 11  | USA Ret | JPN Ret |     | 12位      | 10       |
| 1977年 | シャドウ   | DN8      | ARG NC |         | RSA Ret | USW     | ESP     | MON   | BEL     | SWE     | FRA     | GBR     | GER     | AUT     | NED    | ITA     | USA     | CAN     | JPN | NC (43位) | 0        |
| 1977年 | シャドウ   | DN5B     |        | BRA Ret |         |         |         |       |         |         |         |         |         |         |        |         |         |         |     | NC (43位) | 0        |

- 太字はポールポジション、斜字はファステストラップ。(key)